# Emma Susana Speratti Piñero
Emma Susana Speratti Piñero (Buenos Aires, 1919-Norton, Massachusetts, 1990) fue una filóloga y profesora argentina, especializada en la obra de Ramón María del Valle-Inclán y la literatura hispanoamericana del siglo xx.

## Biografía
Inicialmente se formó como docente de educación secundaria en la Escuela Normal de Profesores de Buenos Aires, aunque, tiempo después, continuó su carrera en el Instituto de Filología de la Universidad de Buenos Aires, donde se formaría como discípula de Pedro Henríquez Ureña, Raimundo Lida y María Rosa Lida.
En 1953, partió definitivamente de Argentina y se instaló en México tras serle concedida una beca de investigación en El Colegio de México. A la par de sus tareas como investigadora, se desempeñó como traductora para el Fondo de Cultura Económica, como profesora del Mexico City College (hoy, la Universidad de Las Américas) y cursó un doctorado en la Universidad Nacional Autónoma de México. Su tesis, La elaboración artística en "Tirano Banderas", aparecería publicada en 1957 bajo el sello editorial de El Colegio de México.
En 1959, se trasladó a la Universidad Autónoma de San Luis Potosí, donde tuvo un papel importante en la efímera Facultad de Humanidades de esta institución, y, más tarde, a la Facultad de Letras de la Universidad de Sonora. A inicios de la década siguiente, fue profesora visitante en la Universidad Estatal de Ohio (1961-1962) y en el Middlebury College (1963). Finalmente, ingresaría en 1965 como profesora al Wheaton College, en Norton, Massachusetts, donde ejercería el magisterio hasta su fallecimiento, ocurrido en 1990.

## Obra y legado
Emma Susana Speratti Piñero es recordada como una crítica importante de la obra de Ramón María del Valle-Inclán, especialmente por la influencia de algunos de sus estudios publicados a partir de la década de 1950. Particularmente, en su estudio de 1957, La elaboración artística en "Tirano Banderas", analizaría las fuentes, la evolución, el uso del tiempo, el lenguaje americanista y el discurso esperpéntico de Tirano Banderas, sentando algunas de las bases que los críticos de la obra de Valle-Inclán seguiría a partir de la segunda mitad del siglo XX.: 29–31 

## Publicaciones selectas
- La elaboración artística en "Tirano Banderas" (1957)
- De "Sonata  de  otoño" al  esperpento. Aspectos del arte de Valle-Inclán (1968)
- El ocultismo en Valle-Inclán (1974)
- Pasos hallados en "El reino de este mundo" (1981)